# Cadi Mané
Pour les articles homonymes, voir Cadi (homonymie).
Cadi Mané est une femme politique bissaoguinéenne.
En juillet 2014, elle rejoint le gouvernement de Domingos Simões Pereira en tant que ministre de la Défense. Le gouvernement est destitué en août de l'année suivante. Cadi Mané n'est pas reconduite dans ses fonctions dans le gouvernement suivant.